# Crobot
Crobot ist eine US-amerikanische Hard-Rock-Band aus Pottsville, Pennsylvania. Die Band wurde im Jahre 2011 gegründet und steht bei Nuclear Blast bzw. Wind-Up Records unter Vertrag. Crobot haben bislang fünf Studioalben veröffentlicht.

## Geschichte
Die Band wurde im Sommer 2011 vom Sänger Brandon Yeagley und dem Gitarristen Chris Bishop gegründet. Beide waren zuvor in einer anderen Band aktiv und wollten weiterhin zusammen Musik machen. Ein Jahr später veröffentlichte die Band in Eigenregie ihr Debütalbum The Legend of the Spaceborne Killer und drehten für das Titellied ein Musikvideo. Ende 2012 verließen der damalige Bassist und der Schlagzeuger die Band und wurden durch die Brüder Jake und Paul Figueroa ersetzt. Beide spielten zuvor in der Band Thick Leather Brick. Im Dezember 2013 wurden Crobot von Wind-Up Records unter Vertrag genommen.
Nach der Vertragsunterzeichnung war die Band fast pausenlos auf Tournee und spielte im Vorprogramm von Bands wie Clutch, The Sword, Kyng, den Truckfighters und Kill Devil Hill. Im Mai 2014 wurde die selbst betitelte EP mit vier Liedern veröffentlicht. Einen Monat später unterzeichneten Crobot beim Plattenlabel Nuclear Blast einen Vertrag für Europa. Anschließend nahm die Band zusammen mit dem Produzenten Machine ihr zweites Studioalbum Something Supernatural auf, das im Oktober 2014 veröffentlicht wurde. Für das Lied Nowhere to Hide wurde ein Musikvideo gedreht.
Für das Frühjahr 2015 ist eine Nordamerikatournee im Vorprogramm von Volbeat und Anthrax geplant.

## Stil
Crobot spielen rifforientierten Hard Rock der 1970er Jahre. Weiterhin wurde die Band vom Classic Rock, Blues und Funk beeinflusst. Sänger Brandon Yeagley nannte die Bands Audioslave und Rage Against the Machine sowie die Stilrichtung Grunge als wichtige Einflüsse. Die Band bezeichnet ihren Stil selbst als dreckigen Grooverock. Gitarrist Chris Bishop bezeichnete die Band als ein Treffen der Bands Clutch und Funkadelic mit ein wenig eingeworfenen Doom Metal.

## Diskografie

### Alben
- 2012: The Legend of the Spaceborne Killer
- 2014: Something Supernatural
- 2016: Welcome to Fat City
- 2019: Motherbrain
- 2022: Feel This
- 2024: Obsidian

### EPs
- 2014: Crobot
- 2021: Rat Child